# Джабб, Пол
Пол Джабб (англ. Paul Jubb; род. 31 октября 1999, Кингстон-апон-Халл, Йоркшир и Хамбер) — британский профессиональный теннисист.

## Спортивная карьера
В возрасте четырех лет Джабб был замечен играющим в теннис в Пеликан-парке недалеко от своего дома в Халле. Его заметил тренер по теннису Джонни Кармайкл. Кармайкл стал тренировать Джабба в подростковом возрасте и затем когда Пол тренировался в аккредитованной LTA академии тенниса Nuffield Health в Халле.
В 2015 году Джабб выиграл титул среди юношей до 16 лет в одиночном разряде на турнире LTA British Nationals.
Дебют на турнирах ATP-тура пришёлся на международный турнир в Истборне в 2019 году, где британец выиграл два отборочных матча, после чего проиграл в первом раунде основного раунда Тейлору Фритцу.
Джабб дебютировал в основной сетке турниров Большого шлема на Уимблдонском турнире 2019 года, получив wildcard в основную сетку в одиночном разряде, но выбыл в первом раунде, проиграв в четырёх сетах Жуану Соузе.
Пол Джабб вновь появился на турнирах Большого шлема в 2022 году на Уимблдоне, вновь получив wildcard. В первом раунде проиграл в пяти сетах Нику Кирьосу.
В феврале 2024 года дошёл до финала «челленджера» на харде в Глазго, начав выступления с квалификации.
В июне 2024 года, будучи 269-й ракеткой мира, сумел сенсационно дойти до полуфинала турнира ATP 250 на траве на Мальорке. В 1/4 финала Джабб обыграл 14-ю ракетку мира Бена Шелтона со счётом 6-3 3-6 7-6(10-8). В полуфинале Джабб проиграл 54-й ракетке мира Себастьяну Офнеру в двух сетах.
В 2024 году он получил wildcard на участие в основной сетке Уимблдонского турнира. Джабб был близок к своей первой победе на турнирах Большого шлема, но проиграл в первом круге бразильцу Тиаго Сейботу Вилду со счётом 6-1 6-3 6-7(6-8) 4-6 5-7.

## Рейтинг на конец года
| Год  | Одиночный рейтинг | Парный рейтинг |
| 2023 | 666               | 0              |
| 2022 | 219               | 0              |
| 2021 | 347               | 0              |
| 2020 | 521               | 0              |
| 2019 | 500               | 0              |